# Сперџон (Индијана)
Сперџон (енгл. Spurgeon) град је у америчкој савезној држави Индијана.

## Демографија
По попису из 2010. године број становника је 207, што је 20 (-8,8%) становника мање него 2000. године.
| Група             | 2000.       | 2010.       |
| Белци             | 223 (98,2%) | 196 (94,7%) |
| Афроамериканци    | 0 (0,0%)    | 0 (0,0%)    |
| Азијати           | 0 (0,0%)    | 0 (0,0%)    |
| Хиспаноамериканци | 3 (1,3%)    | 7 (3,4%)    |
| Укупно            | 227         | 207         |